# Observationell astronomi

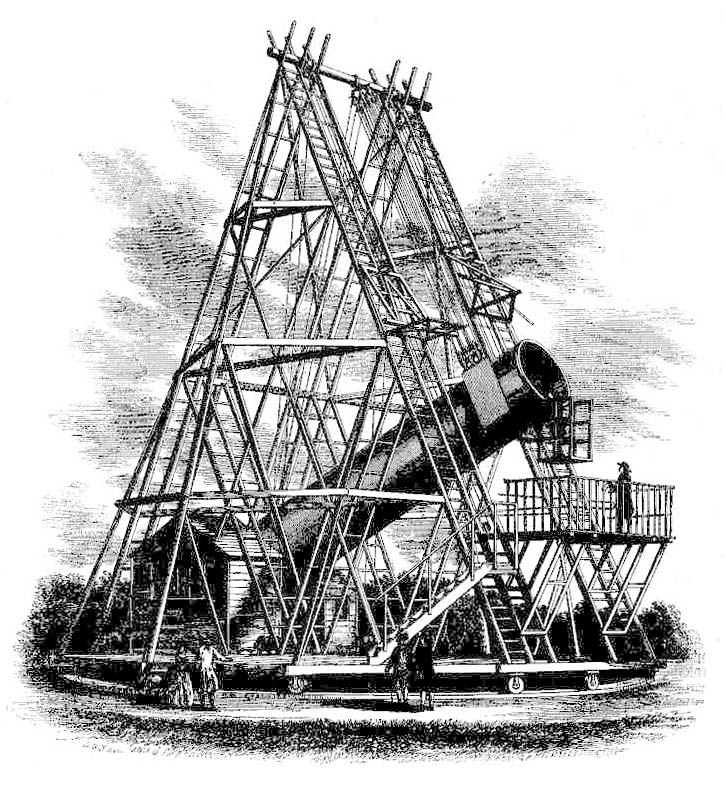
William Herschels 12 meters spegelteleskop år 1789

Observationell astronomi är den gren av astronomi, som tillägnas observation av astronomiska objekt. Den skiljer sig från astrofysik, som grundar sig på teori och beräkningar.
Den observationella astronomin är en av de äldsta vetenskaperna, och var under antiken ofta detsamma som astrologi, tron att astronomiska observationer kunde beskriva skeenden i jordelivet.
Amatörastronomi handlar främst om den del av observationell fotonastronomi, som omfattar synligt ljus, det vill säga visuell astronomi även kallad optisk astronomi.